# Брянчицы
Брянчицы (бел. Бранчыцы) — деревня в Солигорском районе Минской области Беларуси, в составе Чижевичского сельсовета. Население 119 человек (2009).

## География
Брянчицы находятся в 10 км к северу от Солигорска. Деревня соединена местными дорогами с сёлами Чепели и Погост-2, а также окрестными деревнями. Рядом с деревней проходит ж/д ветка Слуцк — Солигорск, платформа Калий III в трёх километрах от деревни. По восточной окраине деревни протекает река Сивельга (be:Рака Сівельга), впадающая в Случь. Южнее деревни находятся шламохранилища и солеотвалы солигорской компании Беларуськалий.

## История
Первое упоминание датируется 1566 годом, деревня принадлежала к Слуцкому имению, с 1567 года находилась во владениях слуцких князей. Позже имение Бранчицы принадлежало Шпилевскому Францу Павловичу. После женитьбы доктора медицины Эдмунда Булгака на Юзефе Шпилевской он получает в приданное это имение. После его смерти, в начале XIX в. усадьба перешли к его сыну Ежи Булгаку, женатому на Анеле из рода Коркозовичей и их детям.
В деревне существовала церковь Святого Георгия, построенная в 1840 году, но в 30-х годах XX века она была перевезена в Гоцк. 